# 擬棘花鮨
擬棘花鮨，又稱擬棘花鱸，為輻鰭魚綱鱸形目鱸亞目鮨科的其中一種，分布於西太平洋區，包括台灣、琉球群島、印尼海域，棲息深度可達40公尺，體長可達25公分，生活在岩礁區，為底棲性魚類，屬肉食性，可做為食用魚。